# باول تورنبول
باول تورنبول (بالإنجليزية: Paul Turnbull)‏ (23 يناير 1989 في المملكة المتحدة - ) هو لاعب كرة قدم بريطاني في مركز الوسط. لعب مع ستوكبورت كونتي وماكليسفيلد تاون ونادي نورثامبتون تاون ونادي بارو ولينكولن سيتي أف سي ونادي ألترينتشام.

## وصلات خارجية
- باول تورنبول على موقع قاعدة بيانات كرة القدم.إي يو (الإنجليزية)
- باول تورنبول على موقع Soccerbase.com (لاعب) (الإنجليزية)
- باول تورنبول على موقع Soccerway.com (الإنجليزية)